# Mashhad-e Meyqān
Mashhad-e Meyqān (persiska: مَشهَدِ ميقان, مِشِد, مَشهَدِ ميغان, مشهد ميقان) är en ort i Iran.   Den ligger i provinsen Markazi, i den centrala delen av landet, 230 km sydväst om huvudstaden Teheran. Mashhad-e Meyqān ligger 1 673 meter över havet och antalet invånare är 338.
Terrängen runt Mashhad-e Meyqān är en högslätt.Runt Mashhad-e Meyqān är det ganska tätbefolkat, med 120 invånare per kvadratkilometer. Närmaste större samhälle är Arak, 13,1 km söder om Mashhad-e Meyqān. Trakten runt Mashhad-e Meyqān består till största delen av jordbruksmark.